# Bélgica nos Jogos Olímpicos de Verão de 1924
A Bélgica participou dos Jogos Olímpicos de Verão de 1924 em Paris, França.